# Ларбо, Валери
Валери́ Ларбо́ (фр. Valery Larbaud; 29 августа 1881, Виши — 2 февраля 1957, там же) — французский писатель.

## Биография
Сын богатого фармацевта, владельца минерального источника Сен-Йор в нескольких километрах южнее Виши. Владел английским, немецким, итальянским, испанским языками. Жил на состояние, доставшееся от отца. Много путешествовал. Дружил с Ш. Л. Филиппом, Андре Жидом и др. После 1935 года, пораженный гемиплегией и афазией, не покидал инвалидного кресла, расстался с литературой. Истощив наследство, был вынужден в 1948 году продать свою библиотеку в 15 тысяч томов.

## Творчество
Автор стихов и прозы, переводчик романа Дж. Джойса «Улисс», прозы Дж. Конрада, У. Фолкнера, Р. Гомеса де ла Серны и др.

## Произведения
- Poèmes par un riche amateur (1908)
- Fermina Marquez (1911)
- A.O. Barnabooth (1913)
- Enfantines (1918)
- Amants, heureux amants (1923)

## Сводные издания
- Œuvres. Paris: Gallimard, 1957 (переизд. 1977, 1989)

## Публикации на русском языке
- Граммофонная пластинка//Французская новелла двадцатого века, 1900—1939. М.: Художественная литература, 1973, с.262-265
- Стихи// Западноевропейская поэзия XX века. М.: Художественная литература, 1977, с.563-566

## Признание
В 1952 году Ларбо была присуждена Национальная литературная премия. Его роман «Фермина Маркес» принадлежит во Франции к числу наиболее популярных произведений для юношества. С 1957 года действует международная Ассоциация друзей Валери Ларбо, вручающая ежегодные литературные награды (среди её лауреатов — Леклезио). Имя писателя носит культурный центр Виши, один из лицеев города.
Героя романа Жоржа Перека «Жизнь: способ употребления» зовут Бартлебут — соединение имён героя повести Г. Мелвилла «Бартлби» и автора-героя книги стихов и дневниковой прозы Ларбо «А. О. Барнабут».